# Топилин (Семикаракорский район)
Топи́лин — хутор в Семикаракорском районе Ростовской области.
Административный центр Топилинского сельского поселения.

## География
Находится на реке Сал.

## История
Хутор основан в начале XIX века казаками станицы Бабская. Первым известным жителем хутора был Георгиевский кавалер хорунжий Тарас Емельянович Тапилин. Со времени своего основания хутор входил в юрт Бабской (Константиновской) станицы Первового Донского округа. В 1874 году хутор Топилин переведён из юрта Константиновской в юрт Золотовской станицы. В 1893 году открыта хуторская школа, первым учителем стал Евгений Авилов.

## Население
| 2010 |
| ---- |
| 1527 |

## Улицы
| - ул. Виноградная, - ул. Гагарина, - ул. Садовая, - ул. Северная, - ул. Топилина, - ул. Южная, | - пер. Восточный, - пер. Зелёный, - пер. Короткий, - пер. Саловский, - пер. Советский, - пер. Степной. |

## Достопримечательности
На хуторе имеется братская могила № 61-1070 неизвестных солдат, расположена севернее могилы № 61-1071.